# Mîkolaiivka, Krîve Ozero
Mîkolaiivka (în ucraineană Миколаївка) este un sat în comuna Bahacivka din raionul Krîve Ozero, regiunea Mîkolaiiv, Ucraina.

## Demografie
Componența lingvistică a localității Mîkolaiivka
     Ucraineană (94,21%)
     Rusă (4,96%)
     Alte limbi (0,83%)
Conform recensământului din 2001, majoritatea populației localității Mîkolaiivka era vorbitoare de ucraineană (94,21%), existând în minoritate și vorbitori de rusă (4,96%).